# Ansonica
L'Ansonica è un vitigno a bacca bianca italiano, conosciuto anche con i nomi di Inzolia (in siciliano), nzoglia (in calabro) o Insolia.
Ha origini meridionali ma è diffuso anche in altre regioni italiane come la Toscana, in particolar modo l'Isola d'Elba e il Monte Argentario.
Il grappolo è di grosse dimensioni ma con acini piuttosto radi. La vendemmia avviene attorno ai primi quindici giorni di settembre.

## Il vitigno
Prima della recente scoperta dei vini rossi siciliani, la parte da leone nell'enologia siciliana era fatta dai vini bianchi ed in particolare dal Bianco d'Alcamo D.O.C..
L'Ansonica è il più antico vitigno autoctono siciliano e si è poi diffuso anche in altre regioni italiane ed in particolare in Sardegna, Lazio e Toscana meridionale. Il vitigno è molto resistente anche in climi piuttosto siccitosi ed ha una foliazione piuttosto scarsa che richiede un minor assorbimento d'acqua. Il grappolo è conico con due grappoletti ai lati e l'acino è ovoidale di un colore giallo marcato.

## Le DOC
Il suo mosto viene utilizzato per la produzione di alcuni dei più importanti bianchi siciliani e toscani D.O.C.: 
- Salaparuta DOC 85-100%
- Alcamo Ansonica o Inzolia 85-100%
- Contea di Sclafani 85-100%
- Delia Nivolelli Bianco 65-100%
- Erice Ansonica o Inzolia 85% - 100%
- Marsala 35%-100%
- Mamertino di Milazzo 35%
- Sicilia DOC
- Ansonica Costa dell'Argentario
- Elba Ansonica